# Берёзовский сельский округ (Северо-Казахстанская область)
Берёзовский сельский округ (каз. Березов ауылдық округі) — административная единица в составе Кызылжарского района Северо-Казахстанской области Казахстана. Административный центр — село Большая Малышка. Аким сельского округа — Дауренбеков Аяс Багитович.
Население — 2072 человека (2009, 2456 в 1999, 3626 в 1989).

## Образование
В округе имеется 3 школы: средняя, основная, начальная. Функционируют 3 мини-центра, один с полным днем пребывания. Осуществляется ежедневный и еженедельный подвоз учащихся из сел Гончаровка, Барневка, Ташкентка, работают кружки, спортивные секции. Имеются футбольные поля и хоккейные коробки.

## Здравоохранение
В каждом населенном пункте имеется медицинский пункт, в селе Большая Малышка есть врачебная амбулатория. Имеется машина скорой медицинской помощи, аптека.

## Культура
В округе функционирует 1 сельский клуб и 2 библиотеки. При Долматовском сельском клубе организованы группы «Вдохновение» и «Рябинушка», состоящая из совета ветеранов. Открыт русский этнокультурный центр «Исток».

## Достопримечательность
В сельском округе к востоку от села Большая Малышка есть сосновый бор, который занимает несколько гектаров земли. Местные называют его «Серебряный бор». По мнению старожил 110 лет назад шефство над ним взял некто Серебров, который обихаживал сосенки, защищал их от вредителей, срезал старые и засохшие сучья, берёг муравейники, так и стали называть его серебряным. В бору открыт детский оздоровительный лагерь «Серебряный бор» и зона отдыха.

## Экономика
В округе зарегистрировано 30 индивидуальных предпринимателей. Есть мини-пекарня, колбасный цех.
Электроснабжение обеспечивает Соколовская РЭС. Телефонную связь осуществляет АО «Казахтелеком». Есть возможность подключения к интернету «Мегалайн».

## Состав
В 2013 году в состав округа вошла часть территории ликвидированного Долматовского сельского округа (село Долматово).
В состав округа входят такие населенные пункты:
| Населенный пункт      | Население, человек (1989) | Население, человек (1999) | Население, человек (2009) |
| --------------------- | ------------------------- | ------------------------- | ------------------------- |
| Барневка, село        | 390                       | 263                       | 211                       |
| Большая Малышка, село | 2109                      | 1160                      | 1022                      |
| Гончаровка, село      | 162                       | 150                       | 122                       |
| Долматово, село       | 627                       | 555                       | 466                       |
| Ташкентка, село       | 338                       | 328                       | 251                       |